# Anthem for a Lost Cause
"Anthem for a Lost Cause" é uma canção da banda britânica de rock Manic Street Preachers, segundo single do álbum Rewind the Film (2013). Escrita pelo vocalista James Dean Bradfield, alcançou a posição 200 na parada de singles do Reino Unido.
A letra e música, escrita por James, foi inspirada em reflexões do músico se as letras de músicas contemporâneas se tornaram menos importantes que em décadas anteriores. O clipe é uma continuação de "Show Me the Wonder", mas a fazer alusões à situação dos mineiros da indústria britânica na década de 1980. O lançamento do single acompanhou uma versão ao vivo de "She Is Suffering", gravada em 2011.

## Faixas
| N.º | Título                                       | Duração |  |
| 1.  | "Anthem for a Lost Cause"                    | 3:52    |  |
| 2.  | "Death of a Digital Ghost"                   | 3:33    |  |
| 3.  | "See It Like Sutherland"                     | 3:56    |  |
| 4.  | "She Is Suffering" (ao vivo na arena The O2) | 5:01    |  |

## Ficha técnica
- James Dean Bradfield - vocais, violão
- Sean Moore - bateria, percussão
- Nicky Wire - baixo

Músicos convidados
- Loz Williams - produção musical, teclado
- Gavin Fitzjohn - arranjo, trompete
- Sean Read - arranjo, trompete